# Котлиська (Нижньосілезьке воєводство)
Котлиська (пол. Kotliska) — село в Польщі, у гміні Львувек-Шльонський Львувецького повіту Нижньосілезького воєводства.
Населення — 416 осіб (2011).
У 1975-1998 роках село належало до Єленьоґурського воєводства.

## Демографія
Демографічна структура станом на 31 березня 2011 року:
|          | Загалом | Допрацездатний вік | Працездатний вік | Постпрацездатний вік |
| -------- | ------- | ------------------ | ---------------- | -------------------- |
| Чоловіки | 215     | 53                 | 140              | 22                   |
| Жінки    | 201     | 44                 | 112              | 45                   |
| Разом    | 416     | 97                 | 252              | 67                   |